# Esbjerg Museum
Esbjerg Museum er et kulturhistorisk museum på hjørnet af Torvegade og Nørregade i Esbjerg. Det er en del af fusionsmuseet Sydvestjyske Museer, og behandler særligt besættelsestiden.
Bygningen blev opført i 1926 efter tegning af C.H. Clausen og Harald Peters.
I 2016 var museet lukket som følge af en ombygning. Under ombygningen var det fortsat muligt at se dele af udstillingerne.